# Lopholejeunea eulopha
Lopholejeunea eulopha là một loài Rêu trong họ Lejeuneaceae. Loài này được (Taylor) Schiffner mô tả khoa học đầu tiên năm 1893.